# Resort Windhoek Country Club
El Resort Windhoek Country Club es un complejo multiuso en las afueras de Windhoek, Namibia propiedad de Hoteles Legacy and Resorts International. El complejo fue inaugurado en mayo de 1995 y fue la sede del concurso de Miss Universo 1995. El campo de golf del complejo acoge el evento anual del torneo de Golf abierto Banco Windhoek. El hotel consta de 152 habitaciones, de las cuales 18 son habitaciones familiares, 39 son de lujo, 87 son dobles, hay 7 suites y una habitación adaptada para un parapléjico. El complejo también incluye un casino. Muchos de los principales eventos de boxeo y peleas por títulos en Namibia se llevan a cabo en el complejo. 